# Stanley-Cup-Playoffs 1993
Die Playoffs um den Stanley Cup des Jahres 1993 begannen am 18. April 1993 und endeten am 9. Juni 1993 mit dem 4:1-Erfolg der Canadiens de Montréal über die Los Angeles Kings. Die Canadiens gewannen ihren 24. Titel der Franchise-Geschichte und stellten in Torhüter Patrick Roy den mit der Conn Smythe Trophy ausgezeichneten Most Valuable Player der post-season, der diese Trophäe als fünfter Spieler der Ligahistorie zum zweiten Mal erhielt. Die unterlegenen Los Angeles Kings hingegen standen in ihrem ersten Stanley-Cup-Finale und hatten in Person von Wayne Gretzky den besten Scorer der Playoffs in ihren Reihen.
Die Canadiens entschieden zehn ihrer 16 Siege in der Overtime, was ebenso einen neuen Rekord darstellte wie 28 Overtime-Spiele in den gesamten Playoffs. Ferner war Montréal seit 1979 (ebenfalls Montréal) der erste und im weiteren Verlauf auch der letzte Stanley-Cup-Sieger, dessen Kader ausschließlich aus Nordamerikanern bestand. Außerdem stellt der Sieg Montréals den bis heute (Stand: Playoffs 2025) letzten Stanley-Cup-Erfolg eines kanadischen Teams dar. Darüber hinaus verpassten die Edmonton Oilers seit ihrem Eintritt in die NHL im Jahre 1979 zum ersten Mal die Playoffs.

## Modus
Nachdem sich aus jeder Division die vier punktbesten Teams qualifiziert haben, starten die im K.-o.-System ausgetragenen Playoffs. Dabei trifft der jeweilige Erste auf den Vierten und der Zweite auf den Dritten einer jeden Division, sodass in den ersten zwei Runden die Divisionssieger ausgespielt werden. Diese treten in der Folge im Conference-Finale um den Einzug ins Stanley-Cup-Finale an.
Alle Serien jeder Runde werden im Best-of-Seven-Modus ausgespielt, das heißt, dass ein Team vier Siege zum Erreichen der nächsten Runde benötigt. Das höher gesetzte Team hat dabei in den ersten beiden Spielen Heimrecht, die nächsten beiden das gegnerische Team. Sollte bis dahin kein Sieger aus der Runde hervorgegangen sein, wechselt das Heimrecht von Spiel zu Spiel. So hat die höher gesetzte Mannschaft in den Spielen 1, 2, 5 und 7, also vier der maximal sieben Spiele, einen Heimvorteil. Der Sieger der Prince of Wales Conference wird mit der Prince of Wales Trophy ausgezeichnet und der Sieger der Campbell Conference mit der Clarence S. Campbell Bowl.
Bei Spielen, die nach der regulären Spielzeit von 60 Minuten unentschieden bleiben, folgt die Overtime. Sie endet durch das erste erzielte Tor (Sudden Death).

## Qualifizierte Teams
| Adams Division - (A1) Boston Bruins - (A2) Nordiques de Québec - (A3) Canadiens de Montréal - (A4) Buffalo Sabres Patrick Division - (P1) Pittsburgh Penguins - (P2) Washington Capitals - (P3) New York Islanders - (P4) New Jersey Devils | Norris Division - (N1) Chicago Blackhawks - (N2) Detroit Red Wings - (N3) Toronto Maple Leafs - (N4) St. Louis Blues Smythe Division - (S1) Vancouver Canucks - (S2) Calgary Flames - (S3) Los Angeles Kings - (S4) Winnipeg Jets |

## Playoff-Baum
|  | Division-Halbfinale | Division-Halbfinale   | Division-Halbfinale |                       |                       | Division-Finale | Division-Finale              | Division-Finale |  |  | Conference-Finale | Conference-Finale | Conference-Finale |  |  | Stanley-Cup-Finale | Stanley-Cup-Finale | Stanley-Cup-Finale |
|  |                     |                       |                     |                       |                       |                 |                              |                 |  |  |                   |                   |                   |  |  |                    |                    |                    |
|  | A1                  | Boston Bruins         | 0                   |                       |                       |                 |                              |                 |  |  |                   |                   |                   |  |  |                    |                    |                    |
|  | A4                  | Buffalo Sabres        | 4                   |                       |                       |                 |                              |                 |  |  |                   |                   |                   |  |  |                    |                    |                    |
|  | A4                  | Buffalo Sabres        | 4                   | A4                    | Buffalo Sabres        | 0               |                              |                 |  |  |                   |                   |                   |  |  |                    |                    |                    |
|  |                     |                       |                     | A4                    | Buffalo Sabres        | 0               |                              |                 |  |  |                   |                   |                   |  |  |                    |                    |                    |
|  |                     |                       | A3                  | Canadiens de Montréal | 4                     |                 |                              |                 |  |  |                   |                   |                   |  |  |                    |                    |                    |
|  | A2                  | Nordiques de Québec   | A3                  | Canadiens de Montréal | 4                     | 2               |                              |                 |  |  |                   |                   |                   |  |  |                    |                    |                    |
|  | A2                  | Nordiques de Québec   |                     |                       |                       | 2               |                              |                 |  |  |                   |                   |                   |  |  |                    |                    |                    |
|  | A3                  | Canadiens de Montréal | 4                   |                       |                       |                 |                              |                 |  |  |                   |                   |                   |  |  |                    |                    |                    |
|  | A3                  | Canadiens de Montréal | 4                   | A3                    | Canadiens de Montréal | 4               |                              |                 |  |  |                   |                   |                   |  |  |                    |                    |                    |
|  |                     |                       |                     | A3                    | Canadiens de Montréal | 4               | Prince of Wales Conference   |                 |  |  |                   |                   |                   |  |  |                    |                    |                    |
|  |                     | P3                    | New York Islanders  | 1                     |                       |                 |                              |                 |  |  |                   |                   |                   |  |  |                    |                    |                    |
|  | P1                  | P3                    | New York Islanders  | 1                     | Pittsburgh Penguins   | 4               |                              |                 |  |  |                   |                   |                   |  |  |                    |                    |                    |
|  | P1                  |                       |                     |                       | Pittsburgh Penguins   | 4               |                              |                 |  |  |                   |                   |                   |  |  |                    |                    |                    |
|  | P4                  | New Jersey Devils     | 1                   |                       |                       |                 |                              |                 |  |  |                   |                   |                   |  |  |                    |                    |                    |
|  | P4                  | New Jersey Devils     | 1                   | P1                    | Pittsburgh Penguins   | 3               |                              |                 |  |  |                   |                   |                   |  |  |                    |                    |                    |
|  |                     |                       |                     | P1                    | Pittsburgh Penguins   | 3               |                              |                 |  |  |                   |                   |                   |  |  |                    |                    |                    |
|  |                     |                       | P3                  | New York Islanders    | 4                     |                 |                              |                 |  |  |                   |                   |                   |  |  |                    |                    |                    |
|  | P2                  | Washington Capitals   | P3                  | New York Islanders    | 4                     | 2               |                              |                 |  |  |                   |                   |                   |  |  |                    |                    |                    |
|  | P2                  | Washington Capitals   |                     |                       |                       |                 |                              |                 |  |  |                   |                   |                   |  |  |                    |                    |                    |
|  | P3                  | New York Islanders    | 4                   |                       |                       |                 |                              |                 |  |  |                   |                   |                   |  |  |                    |                    |                    |
|  | P3                  | New York Islanders    | 4                   | A3                    | Canadiens de Montréal | 4               |                              |                 |  |  |                   |                   |                   |  |  |                    |                    |                    |
|  |                     |                       |                     |                       |                       |                 |                              |                 |  |  |                   |                   |                   |  |  |                    |                    |                    |
|  |                     | S3                    | Los Angeles Kings   | 1                     |                       |                 |                              |                 |  |  |                   |                   |                   |  |  |                    |                    |                    |
|  | N1                  | S3                    | Los Angeles Kings   | 1                     | Chicago Blackhawks    | 0               |                              |                 |  |  |                   |                   |                   |  |  |                    |                    |                    |
|  | N1                  |                       |                     |                       | Chicago Blackhawks    | 0               |                              |                 |  |  |                   |                   |                   |  |  |                    |                    |                    |
|  | N4                  | St. Louis Blues       | 4                   |                       |                       |                 |                              |                 |  |  |                   |                   |                   |  |  |                    |                    |                    |
|  | N4                  | St. Louis Blues       | 4                   | N4                    | St. Louis Blues       | 3               |                              |                 |  |  |                   |                   |                   |  |  |                    |                    |                    |
|  |                     |                       |                     | N4                    | St. Louis Blues       | 3               |                              |                 |  |  |                   |                   |                   |  |  |                    |                    |                    |
|  |                     |                       | N3                  | Toronto Maple Leafs   | 4                     |                 |                              |                 |  |  |                   |                   |                   |  |  |                    |                    |                    |
|  | N2                  | Detroit Red Wings     | N3                  | Toronto Maple Leafs   | 4                     | 3               |                              |                 |  |  |                   |                   |                   |  |  |                    |                    |                    |
|  | N2                  | Detroit Red Wings     |                     |                       |                       | 3               |                              |                 |  |  |                   |                   |                   |  |  |                    |                    |                    |
|  | N3                  | Toronto Maple Leafs   | 4                   |                       |                       |                 |                              |                 |  |  |                   |                   |                   |  |  |                    |                    |                    |
|  | N3                  | Toronto Maple Leafs   | 4                   | N3                    | Toronto Maple Leafs   | 3               |                              |                 |  |  |                   |                   |                   |  |  |                    |                    |                    |
|  |                     |                       |                     | N3                    | Toronto Maple Leafs   | 3               | Clarence Campbell Conference |                 |  |  |                   |                   |                   |  |  |                    |                    |                    |
|  |                     | S3                    | Los Angeles Kings   | 4                     |                       |                 |                              |                 |  |  |                   |                   |                   |  |  |                    |                    |                    |
|  | S1                  | S3                    | Los Angeles Kings   | 4                     | Vancouver Canucks     | 4               |                              |                 |  |  |                   |                   |                   |  |  |                    |                    |                    |
|  | S1                  |                       |                     |                       |                       |                 |                              |                 |  |  |                   |                   |                   |  |  |                    |                    |                    |
|  | S4                  | Winnipeg Jets         | 2                   |                       |                       |                 |                              |                 |  |  |                   |                   |                   |  |  |                    |                    |                    |
|  | S4                  | Winnipeg Jets         | 2                   | S1                    | Vancouver Canucks     | 2               |                              |                 |  |  |                   |                   |                   |  |  |                    |                    |                    |
|  |                     |                       |                     | S1                    | Vancouver Canucks     | 2               |                              |                 |  |  |                   |                   |                   |  |  |                    |                    |                    |
|  |                     |                       | S3                  | Los Angeles Kings     | 4                     |                 |                              |                 |  |  |                   |                   |                   |  |  |                    |                    |                    |
|  | S2                  | Calgary Flames        | S3                  | Los Angeles Kings     | 4                     | 2               |                              |                 |  |  |                   |                   |                   |  |  |                    |                    |                    |
|  | S2                  | Calgary Flames        |                     |                       |                       |                 |                              |                 |  |  |                   |                   |                   |  |  |                    |                    |                    |
|  | S3                  | Los Angeles Kings     | 4                   |                       |                       |                 |                              |                 |  |  |                   |                   |                   |  |  |                    |                    |                    |

## Division-Halbfinale

### Prince of Wales Conference

#### (A1) Boston Bruins – (A4) Buffalo Sabres
| 18. April 1993 | Boston Bruins Joé Juneau (27:20) Cam Neely (34:42) Cam Neely (55:44) Steve Heinze (57:00) | 4:5 n. V. (0:2, 2:1, 2:1, 0:1) Spielbericht Stand: 0:1 | Buffalo Sabres Dave Hannan (2:32) Pat LaFontaine (9:26) Alexander Mogilny (39:55) Alexander Mogilny (43:46) Bob Sweeney (71:03) | Boston Garden, Boston, Massachusetts Zuschauer: 14.448 |

| 20. April 1993 | Boston Bruins | 0:4 (0:2, 0:1, 0:1) Spielbericht Stand: 0:2 | Buffalo Sabres Wayne Presley (4:27) Randy Wood (8:07) Alexander Mogilny (25:03) Dale Hawerchuk (54:48) | Boston Garden, Boston, Massachusetts Zuschauer: 14.448 |

| 22. April 1993 | Buffalo Sabres Alexander Mogilny (1:33) Juri Chmyljow (4:42) Bob Sweeney (54:56) Juri Chmyljow (61:05) | 4:3 n. V. (2:1, 0:0, 1:2, 1:0) Spielbericht Stand: 3:0 | Boston Bruins Ray Bourque (17:33) Bryan Smolinski (53:28) Cam Neely (55:57) | Buffalo Memorial Auditorium, Buffalo, New York Zuschauer: 16.325 |

| 24. April 1993 | Buffalo Sabres Alexander Mogilny (10:09) Dale Hawerchuk (15:46) Donald Audette (23:58) Alexander Mogilny (50:43) Juri Chmyljow (51:36) Brad May (64:48) | 6:5 n. V. (2:4, 1:1, 2:0, 1:0) Spielbericht Stand: 4:0 | Boston Bruins Cam Neely (2:19) Joé Juneau (14:05) Peter Douris (14:50) Steve Leach (19:48) Dave Poulin (22:13) | Buffalo Memorial Auditorium, Buffalo, New York Zuschauer: 16.325 |

#### (A2) Nordiques de Québec – (A3) Canadiens de Montréal
| 18. April 1993 | Nordiques de Québec Martin Ručínský (58:31) Joe Sakic (59:12) Scott Young (76:49) | 3:2 n. V. (0:1, 0:1, 2:0, 1:0) Spielbericht Stand: 1:0 | Canadiens de Montréal Gilbert Dionne (5:52) Brian Bellows (29:58) | Colisée de Québec, Québec City, Québec Zuschauer: 15.399 |

| 20. April 1993 | Nordiques de Québec Curtis Leschyshyn (4:19) Scott Young (11:41) Scott Young (13:56) Claude Lapointe (59:23) | 4:1 (3:0, 0:0, 1:1) Spielbericht Stand: 2:0 | Canadiens de Montréal Brian Bellows (51:05) | Colisée de Québec, Québec City, Québec Zuschauer: 15.399 |

| 22. April 1993 | Canadiens de Montréal Kirk Muller (21:30) Vincent Damphousse (70:30) | 2:1 n. V. (0:1, 1:0, 0:0, 1:0) Spielbericht Stand: 1:2 | Nordiques de Québec Mats Sundin (1:17) | Forum de Montréal, Montréal, Québec Zuschauer: 17.679 |

| 24. April 1993 | Canadiens de Montréal Vincent Damphousse (5:28) Gary Leeman (29:21) Benoît Brunet (41:07) | 3:2 (1:1, 1:1, 1:0) Spielbericht Stand: 2:2 | Nordiques de Québec Scott Young (9:25) Joe Sakic (37:56) | Forum de Montréal, Montréal, Québec Zuschauer: 17.959 |

| 26. April 1993 | Nordiques de Québec Andrei Kowalenko (21:46) Mats Sundin (28:17) Owen Nolan (37:34) Mats Sundin (46:16) | 4:5 n. V. (0:1, 3:2, 1:1, 0:1) Spielbericht Stand: 2:3 | Canadiens de Montréal Mike Keane (4:24) Vincent Damphousse (31:00) Éric Desjardins (37:14) Gilbert Dionne (53:23) Kirk Muller (68:17) | Colisée de Québec, Québec City, Québec Zuschauer: 15.399 |

| 28. April 1993 | Canadiens de Montréal Ed Ronan (6:29) Paul DiPietro (21:13) Paul DiPietro (31:00) Kirk Muller (37:08) Paul DiPietro (51:23) Gilbert Dionne (57:28) | 6:2 (1:0, 3:2, 2:0) Spielbericht Stand: 4:2 | Nordiques de Québec Claude Lapointe (22:08) Joe Sakic (26:25) | Forum de Montréal, Montréal, Québec Zuschauer: 17.959 |

#### (P1) Pittsburgh Penguins – (P4) New Jersey Devils
| 18. April 1993 | Pittsburgh Penguins Rick Tocchet (1:40) Mario Lemieux (9:33) Mario Lemieux (24:11) Ron Francis (32:57) Dave Tippett (37:13) Jaromír Jágr (48:35) | 6:3 (2:1, 3:0, 1:2) Spielbericht Stand: 1:0 | New Jersey Devils Dave Barr (6:24) Scott Stevens (51:48) Scott Stevens (58:56) | Civic Arena, Pittsburgh, Pennsylvania Zuschauer: 16.164 |

| 20. April 1993 | Pittsburgh Penguins Shawn McEachern (15:09) Mario Lemieux (17:41) Rick Tocchet (23:48) Jaromír Jágr (32:39) Kevin Stevens (35:43) Shawn McEachern (36:56) Joe Mullen (57:42) | 7:0 (2:0, 4:0, 1:0) Spielbericht Stand: 2:0 | New Jersey Devils | Civic Arena, Pittsburgh, Pennsylvania Zuschauer: 16.164 |

| 22. April 1993 | New Jersey Devils Bill Guerin (1:03) Bobby Holík (36:32) Alexander Semak (49:44) | 3:4 (1:1, 1:0, 1:3) Spielbericht Stand: 0:3 | Pittsburgh Penguins Shawn McEachern (9:36) Mario Lemieux (41:07) Peter Taglianetti (47:05) Larry Murphy (49:31) | Brendan Byrne Arena, East Rutherford, New Jersey Zuschauer: 14.974 |

| 25. April 1993 | New Jersey Devils Stéphane Richer (5:22) Tommy Albelin (39:50) Claude Lemieux (41:52) Claude Lemieux (59:42) | 4:1 (1:0, 1:0, 2:1) Spielbericht Stand: 1:3 | Pittsburgh Penguins Kevin Stevens (42:28) | Brendan Byrne Arena, East Rutherford, New Jersey Zuschauer: 14.901 |

| 26. April 1993 | Pittsburgh Penguins Mario Lemieux (5:04) Rick Tocchet (18:23) Ron Francis (47:07) Jeff Daniels (47:28) Jeff Daniels (58:59) | 5:3 (2:0, 0:3, 3:0) Spielbericht Stand: 4:1 | New Jersey Devils Stéphane Richer (21:35) Bruce Driver (29:22) Tommy Albelin (33:58) | Civic Arena, Pittsburgh, Pennsylvania Zuschauer: 16.164 |

#### (P2) Washington Capitals – (P3) New York Islanders
| 18. April 1993 | Washington Capitals Dale Hunter (43:18) Dale Hunter (47:01) Dmytro Chrystytsch (55:25) | 3:1 (0:1, 0:0, 3:0) Spielbericht Stand: 1:0 | New York Islanders Ray Ferraro (5:56) | Capital Centre, Landover, Maryland Zuschauer: 15.281 |

| 20. April 1993 | Washington Capitals Dale Hunter (26:33) Dale Hunter (36:51) Dmytro Chrystytsch (47:16) Dale Hunter (59:57) | 4:5 n. V. (0:1, 2:1, 2:2, 0:0, 0:1) Spielbericht Stand: 1:1 | New York Islanders Pierre Turgeon (13:14) Pierre Turgeon (32:36) Benoît Hogue (43:31) Ray Ferraro (54:50) Brian Mullen (94:50) | Capital Centre, Landover, Maryland Zuschauer: 15.421 |

| 22. April 1993 | New York Islanders Steve Thomas (16:37) Steve Thomas (51:11) Pierre Turgeon (59:17) Ray Ferraro (64:46) | 4:3 n. V. (1:1, 0:1, 2:1, 1:0) Spielbericht Stand: 2:1 | Washington Capitals Randy Burridge (18:58) Bobby Carpenter (26:18) Pat Elynuik (46:15) | Nassau Veterans Memorial Coliseum, Uniondale, New York Zuschauer: 14.180 |

| 24. April 1993 | New York Islanders Wladimir Malachow (27:17) Travis Green (52:54) Pat Flatley (54:14) Ray Ferraro (85:40) | 4:3 n. V. (0:1, 1:2, 2:0, 0:0, 1:0) Spielbericht Stand: 3:1 | Washington Capitals Al Iafrate (3:22) Mike Ridley (24:37) Al Iafrate (25:54) | Nassau Veterans Memorial Coliseum, Uniondale, New York Zuschauer: 16.297 |

| 26. April 1993 | Washington Capitals Sylvain Côté (1:15) Al Iafrate (14:48) Al Iafrate (16:41) Pat Elynuik (32:42) Al Iafrate (48:49) Dale Hunter (59:52) | 6:4 (3:1, 1:0, 2:3) Spielbericht Stand: 2:3 | New York Islanders Ray Ferraro (4:37) Ray Ferraro (49:54) Ray Ferraro (54:22) Ray Ferraro (57:45) | Capital Centre, Landover, Maryland Zuschauer: 16.823 |

| 28. April 1993 | New York Islanders Steve Thomas (15:45) Benoît Hogue (22:41) Brad Dalgarno (39:46) Travis Green (49:58) Pierre Turgeon (51:29) | 5:3 (1:1, 2:0, 2:2) Spielbericht Stand: 4:2 | Washington Capitals Dale Hunter (9:58) Todd Krygier (55:49) Al Iafrate (56:30) | Nassau Veterans Memorial Coliseum, Uniondale, New York Zuschauer: 15.019 |

### Clarence Campbell Conference

#### (N1) Chicago Blackhawks – (N4) St. Louis Blues
| 18. April 1993 | Chicago Blackhawks Brian Noonan (8:17) Brian Noonan (25:40) Brian Noonan (28:51) | 3:4 (1:0, 2:2, 0:2) Spielbericht Stand: 0:1 | St. Louis Blues Jeff Brown (23:12) Denny Felsner (32:49) Brendan Shanahan (51:12) Brett Hull (51:29) | Chicago Stadium, Chicago, Illinois Zuschauer: 16.199 |

| 21. April 1993 | Chicago Blackhawks | 0:2 (0:2, 0:0, 0:0) Spielbericht Stand: 0:2 | St. Louis Blues Brett Hull (7:38) Dave Lowry (13:53) | Chicago Stadium, Chicago, Illinois Zuschauer: 17.339 |

| 23. April 1993 | St. Louis Blues Craig Janney (16:53) Brett Hull (32:31) Nelson Emerson (56:44) | 3:0 (1:0, 1:0, 1:0) Spielbericht Stand: 3:0 | Chicago Blackhawks | St. Louis Arena, St. Louis, Missouri Zuschauer: 17.985 |

| 25. April 1993 | St. Louis Blues Brett Hull (16:09) Brett Hull (41:48) Brendan Shanahan (43:09) Craig Janney (70:43) | 4:3 n. V. (1:0, 0:2, 2:1, 1:0) Spielbericht Stand: 4:0 | Chicago Blackhawks Brent Sutter (23:09) Jocelyn Lemieux (36:40) Jeremy Roenick (57:02) | St. Louis Arena, St. Louis, Missouri Zuschauer: 18.012 |

#### (N2) Detroit Red Wings – (N3) Toronto Maple Leafs
| 19. April 1993 | Detroit Red Wings Steve Yzerman (4:48) Ray Sheppard (25:04) Shawn Burr (26:42) Steve Chiasson (31:00) Mark Howe (34:46) Yves Racine (45:10) | 6:3 (1:1, 4:1, 1:1) Spielbericht Stand: 1:0 | Toronto Maple Leafs John Cullen (10:44) Doug Gilmour (39:59) Sylvain Lefebvre (47:45) | Joe Louis Arena, Detroit, Michigan Zuschauer: 19.875 |

| 21. April 1993 | Detroit Red Wings Nicklas Lidström (4:06) Sergei Fjodorow (20:43) Steve Yzerman (28:06) Steve Yzerman (37:40) Paul Ysebaert (45:51) Dallas Drake (58:33) | 6:2 (1:0, 3:1, 2:1) Spielbericht Stand: 2:0 | Toronto Maple Leafs Dmitri Mironow (39:10) Doug Gilmour (44:43) | Joe Louis Arena, Detroit, Michigan Zuschauer: 19.875 |

| 23. April 1993 | Toronto Maple Leafs Dave Andreychuk (4:21) Dave Andreychuk (7:37) Wendel Clark (44:44) Rob Pearson (49:32) | 4:2 (2:0, 0:1, 2:1) Spielbericht Stand: 1:2 | Detroit Red Wings Sergei Fjodorow (21:20) Steve Chiasson (54:14) | Maple Leaf Gardens, Toronto, Ontario Zuschauer: 15.720 |

| 25. April 1993 | Toronto Maple Leafs Dave Andreychuk (30:08) Mark Osborne (33:58) Dave Andreychuk (44:47) | 3:2 (0:0, 2:2, 1:0) Spielbericht Stand: 2:2 | Detroit Red Wings Sheldon Kennedy (28:52) Paul Coffey (36:12) | Maple Leaf Gardens, Toronto, Ontario Zuschauer: 15.720 |

| 27. April 1993 | Detroit Red Wings Gerard Gallant (5:59) Sergei Fjodorow (18:00) Ray Sheppard (22:32) Dino Ciccarelli (26:21) | 4:5 n. V. (2:1, 2:2, 0:1, 0:1) Spielbericht Stand: 2:3 | Toronto Maple Leafs Dave Andreychuk (8:26) David Ellett (29:12) David Ellett (35:57) Wendel Clark (51:38) Mike Foligno (62:05) | Joe Louis Arena, Detroit, Michigan Zuschauer: 19.875 |

| 29. April 1993 | Toronto Maple Leafs Peter Zezel (11:58) Dave Andreychuk (18:58) Sylvain Lefebvre (49:47) | 3:7 (2:1, 0:5, 1:1) Spielbericht Stand: 3:3 | Detroit Red Wings Dallas Drake (8:37) Dino Ciccarelli (20:26) Paul Coffey (21:17) Paul Ysebaert (28:36) Dino Ciccarelli (34:26) Steve Yzerman (39:49) Dino Ciccarelli (59:37) | Maple Leaf Gardens, Toronto, Ontario Zuschauer: 15.720 |

| 1. Mai 1993 | Detroit Red Wings Paul Ysebaert (10:37) Shawn Burr (26:11) Dallas Drake (28:44) | 3:4 n. V. (1:1, 2:1, 0:1, 0:1) Spielbericht Stand: 3:4 | Toronto Maple Leafs Glenn Anderson (7:25) Bob Rouse (27:36) Doug Gilmour (57:17) Nikolai Borschtschewski (62:35) | Joe Louis Arena, Detroit, Michigan Zuschauer: 19.875 |

#### (S1) Vancouver Canucks – (S4) Winnipeg Jets
| 19. April 1993 | Vancouver Canucks Greg Adams (1:23) Murray Craven (9:56) Trevor Linden (52:16) Cliff Ronning (58:31) | 4:2 (2:1, 0:0, 2:1) Spielbericht Stand: 1:0 | Winnipeg Jets Thomas Steen (17:53) Kris King (43:43) | Pacific Coliseum, Vancouver, British Columbia Zuschauer: 15.918 |

| 21. April 1993 | Vancouver Canucks Cliff Ronning (11:37) Geoff Courtnall (26:05) Pawel Bure (44:01) | 3:2 (1:0, 1:1, 1:1) Spielbericht Stand: 2:0 | Winnipeg Jets Tie Domi (26:48) Teppo Numminen (40:30) | Pacific Coliseum, Vancouver, British Columbia Zuschauer: 15.729 |

| 23. April 1993 | Winnipeg Jets Keith Tkachuk (3:52) Teemu Selänne (7:01) Teemu Selänne (19:57) Luciano Borsato (42:53) Teemu Selänne (49:35) | 5:4 (3:1, 0:2, 2:1) Spielbericht Stand: 1:2 | Vancouver Canucks Pawel Bure (18:29) Trevor Linden (20:14) Trevor Linden (20:59) Pawel Bure (55:52) | Winnipeg Arena, Winnipeg, Manitoba Zuschauer: 15.569 |

| 25. April 1993 | Winnipeg Jets Keith Tkachuk (28:48) | 1:3 (0:1, 1:1, 0:1) Spielbericht Stand: 1:3 | Vancouver Canucks Greg Adams (2:16) Sergio Momesso (23:18) Dana Murzyn (58:45) | Winnipeg Arena, Winnipeg, Manitoba Zuschauer: 15.567 |

| 27. April 1993 | Vancouver Canucks Gerald Diduck (11:10) Pawel Bure (12:42) Greg Adams (16:52) | 3:4 n. V. (3:1, 0:1, 0:1, 0:1) Spielbericht Stand: 3:2 | Winnipeg Jets Darrin Shannon (7:47) Keith Tkachuk (31:46) Darrin Shannon (49:05) Teemu Selänne (66:18) | Pacific Coliseum, Vancouver, British Columbia Zuschauer: 16.150 |

| 29. April 1993 | Winnipeg Jets Stu Barnes (2:55) Andy Brickley (27:21) Keith Tkachuk (46:03) | 3:4 n. V. (1:1, 1:1, 1:1, 0:1) Spielbericht Stand: 2:4 | Vancouver Canucks Greg Adams (16:21) Murray Craven (35:34) Sergio Momesso (47:09) Greg Adams (64:30) | Winnipeg Arena, Winnipeg, Manitoba Zuschauer: 15.569 |

#### (S2) Calgary Flames – (S3) Los Angeles Kings
| 18. April 1993 | Calgary Flames Gary Suter (22:48) Chris Dahlquist (44:23) Trent Yawney (48:47) | 3:6 (0:1, 1:3, 2:2) Spielbericht Stand: 0:1 | Los Angeles Kings Darryl Sydor (0:16) Jimmy Carson (23:13) Charlie Huddy (23:37) Marty McSorley (26:36) Corey Millen (41:06) Jimmy Carson (50:32) | Olympic Saddledome, Calgary, Alberta Zuschauer: 18.605 |

| 21. April 1993 | Calgary Flames Joel Otto (25:02) Trent Yawney (28:02) Robert Reichel (30:52) Joe Nieuwendyk (33:47) Joel Otto (39:37) Robert Reichel (47:23) Greg Paslawski (48:14) Theoren Fleury (50:37) Gary Suter (59:15) | 9:4 (0:1, 5:0, 4:3) Spielbericht Stand: 1:1 | Los Angeles Kings Jimmy Carson (1:11) Jimmy Carson (45:34) Warren Rychel (51:56) Jari Kurri (55:22) | Olympic Saddledome, Calgary, Alberta Zuschauer: 19.477 |

| 23. April 1993 | Los Angeles Kings Alexei Schitnik (30:01) Mike Donnelly (42:49) | 2:5 (0:2, 1:1, 1:2) Spielbericht Stand: 1:2 | Calgary Flames Joel Otto (16:59) Theoren Fleury (17:26) Greg Paslawski (24:29) Theoren Fleury (42:19) Joe Nieuwendyk (58:51) | Great Western Forum, Inglewood, Kalifornien Zuschauer: 16.005 |

| 25. April 1993 | Los Angeles Kings Alexei Schitnik (16:51) Warren Rychel (24:48) Pat Conacher (59:53) | 3:1 (1:1, 1:0, 1:0) Spielbericht Stand: 2:2 | Calgary Flames Trent Yawney (13:43) | Great Western Forum, Inglewood, Kalifornien Zuschauer: 16.005 |

| 27. April 1993 | Calgary Flames Joe Nieuwendyk (31:51) František Musil (34:06) Chris Dahlquist (40:47) Theoren Fleury (55:53) | 4:9 (0:3, 2:2, 2:4) Spielbericht Stand: 2:3 | Los Angeles Kings Tomas Sandström (2:52) Mike Donnelly (14:30) Pat Conacher (17:07) Luc Robitaille (26:53) Luc Robitaille (30:59) Warren Rychel (44:38) Wayne Gretzky (47:33) Tony Granato (56:54) Pat Conacher (59:10) | Olympic Saddledome, Calgary, Alberta Zuschauer: 19.304 |

| 29. April 1993 | Los Angeles Kings Wayne Gretzky (6:07) Tomas Sandström (18:45) Dave Taylor (19:46) Jari Kurri (24:25) Rob Blake (35:00) Tony Granato (36:03) Tomas Sandström (45:04) Corey Millen (49:56) Jimmy Carson (55:52) | 9:6 (3:2, 3:3, 3:1) Spielbericht Stand: 4:2 | Calgary Flames Greg Paslawski (2:23) Gary Roberts (11:21) Theoren Fleury (26:57) Al MacInnis (32:54) Joel Otto (39:41) Chris Dahlquist (48:46) | Great Western Forum, Inglewood, Kalifornien Zuschauer: 16.005 |

## Division-Finale

### Prince of Wales Conference

#### (A3) Canadiens de Montréal – (A4) Buffalo Sabres
| 2. Mai 1993 | Canadiens de Montréal Benoît Brunet (2:43) Kirk Muller (16:29) Paul DiPietro (26:23) Vincent Damphousse (46:50) | 4:3 (2:1, 1:2, 1:0) Spielbericht Stand: 1:0 | Buffalo Sabres Alexander Mogilny (3:43) Dale Hawerchuk (29:12) Donald Audette (31:42) | Forum de Montréal, Montréal, Québec Zuschauer: 17.411 |

| 4. Mai 1993 | Canadiens de Montréal Vincent Damphousse (2:09) Kirk Muller (23:59) Vincent Damphousse (26:11) Guy Carbonneau (62:50) | 4:3 n. V. (1:2, 2:0, 0:1, 1:0) Spielbericht Stand: 2:0 | Buffalo Sabres Ken Sutton (2:37) Pat LaFontaine (16:57) Doug Bodger (40:44) | Forum de Montréal, Montréal, Québec Zuschauer: 16.896 |

| 6. Mai 1993 | Buffalo Sabres Ken Sutton (33:43) Doug Bodger (35:56) Dale Hawerchuk (50:20) | 3:4 n. V. (0:2, 2:0, 1:1, 0:1) Spielbericht Stand: 0:3 | Canadiens de Montréal Kirk Muller (0:14) Vincent Damphousse (10:03) Guy Carbonneau (41:49) Gilbert Dionne (68:28) | Buffalo Memorial Auditorium, Buffalo, New York Zuschauer: 16.325 |

| 8. Mai 1993 | Buffalo Sabres Ken Sutton (14:15) Dale Hawerchuk (52:30) Juri Chmyljow (59:50) | 3:4 n. V. (1:1, 0:2, 2:0, 0:1) Spielbericht Stand: 0:4 | Canadiens de Montréal Lyle Odelein (17:02) Vincent Damphousse (26:29) Kevin Haller (35:40) Kirk Muller (71:37) | Buffalo Memorial Auditorium, Buffalo, New York Zuschauer: 16.325 |

#### (P1) Pittsburgh Penguins – (P3) New York Islanders
| 2. Mai 1993 | Pittsburgh Penguins Mike Needham (8:19) Jeff Daniels (35:10) | 2:3 (1:2, 1:1, 0:0) Spielbericht Stand: 0:1 | New York Islanders Wladimir Malachow (12:20) Ray Ferraro (17:09) Benoît Hogue (26:02) | Civic Arena, Pittsburgh, Pennsylvania Zuschauer: 16.164 |

| 4. Mai 1993 | Pittsburgh Penguins Joe Mullen (4:37) Rick Tocchet (40:38) Ron Francis (46:40) | 3:0 (1:0, 0:0, 2:0) Spielbericht Stand: 1:1 | New York Islanders | Civic Arena, Pittsburgh, Pennsylvania Zuschauer: 16.164 |

| 6. Mai 1993 | New York Islanders Ray Ferraro (22:18) | 1:3 (0:2, 1:0, 0:1) Spielbericht Stand: 1:2 | Pittsburgh Penguins Ron Francis (13:08) Jaromír Jágr (15:45) Joe Mullen (59:22) | Nassau Veterans Memorial Coliseum, Uniondale, New York Zuschauer: 16.297 |

| 8. Mai 1993 | New York Islanders Ray Ferraro (35:44) Tom Fitzgerald (39:43) Tom Fitzgerald (40:25) Derek King (43:31) Wladimir Malachow (49:11) Derek King (52:11) | 6:5 (0:0, 2:1, 4:4) Spielbericht Stand: 2:2 | Pittsburgh Penguins Jaromír Jágr (33:12) Troy Loney (42:32) Rick Tocchet (42:53) Kevin Stevens (46:24) Ron Francis (50:50) | Nassau Veterans Memorial Coliseum, Uniondale, New York Zuschauer: 16.297 |

| 10. Mai 1993 | Pittsburgh Penguins Mario Lemieux (0:19) Rick Tocchet (0:54) Larry Murphy (1:48) Mario Lemieux (20:45) Joe Mullen (41:39) Jaromír Jágr (45:30) | 6:3 (3:0, 1:2, 2:1) Spielbericht Stand: 3:2 | New York Islanders Jeff Norton (20:31) Brian Mullen (37:23) Travis Green (53:45) | Civic Arena, Pittsburgh, Pennsylvania Zuschauer: 16.164 |

| 12. Mai 1993 | New York Islanders Brad Dalgarno (0:25) Derek King (7:19) Ray Ferraro (27:22) Steve Thomas (31:20) Brian Mullen (45:42) Steve Thomas (50:32) Uwe Krupp (59:42) | 7:5 (2:1, 2:3, 3:1) Spielbericht Stand: 3:3 | Pittsburgh Penguins Martin Straka (6:47) Mario Lemieux (21:16) Martin Straka (32:22) Kevin Stevens (34:31) Kevin Stevens (57:28) | Nassau Veterans Memorial Coliseum, Uniondale, New York Zuschauer: 16.297 |

| 14. Mai 1993 | Pittsburgh Penguins Ulf Samuelsson (27:59) Ron Francis (56:13) Rick Tocchet (59:00) | 3:4 n. V. (0:0, 1:1, 2:2, 0:1) Spielbericht Stand: 3:4 | New York Islanders Steve Thomas (38:28) David Volek (46:10) Benoît Hogue (49:09) David Volek (65:16) | Civic Arena, Pittsburgh, Pennsylvania Zuschauer: 16.164 |

### Clarence Campbell Conference

#### (N3) Toronto Maple Leafs – (N4) St. Louis Blues
| 3. Mai 1993 | Toronto Maple Leafs John Cullen (19:03) Doug Gilmour (83:16) | 2:1 n. V. (1:0, 0:1, 0:0, 0:0, 1:0) Spielbericht Stand: 1:0 | St. Louis Blues Philippe Bozon (30:55) | Maple Leaf Gardens, Toronto, Ontario Zuschauer: 15.720 |

| 5. Mai 1993 | Toronto Maple Leafs Doug Gilmour (13:09) | 1:2 n. V. (1:1, 0:0, 0:0, 0:0, 0:1) Spielbericht Stand: 1:1 | St. Louis Blues Brett Hull (8:30) Jeff Brown (83:03) | Maple Leaf Gardens, Toronto, Ontario Zuschauer: 15.720 |

| 7. Mai 1993 | St. Louis Blues Brett Hull (15:09) Brendan Shanahan (24:42) Brendan Shanahan (34:47) Garth Butcher (49:24) | 4:3 (1:2, 2:0, 1:1) Spielbericht Stand: 2:1 | Toronto Maple Leafs Dave Andreychuk (4:30) David Ellett (14:33) Mike Krushelnyski (46:05) | St. Louis Arena, St. Louis, Missouri Zuschauer: 18.140 |

| 9. Mai 1993 | St. Louis Blues Denny Felsner (14:59) | 1:4 (1:1, 0:1, 0:2) Spielbericht Stand: 2:2 | Toronto Maple Leafs Wendel Clark (2:58) Dave Andreychuk (36:25) Todd Gill (52:55) Peter Zezel (59:16) | St. Louis Arena, St. Louis, Missouri Zuschauer: 17.948 |

| 11. Mai 1993 | Toronto Maple Leafs Dave Andreychuk (6:18) Bob Rouse (18:17) Dave Andreychuk (24:38) Nikolai Borschtschewski (31:11) Glenn Anderson (52:35) | 5:1 (2:1, 2:0, 1:0) Spielbericht Stand: 3:2 | St. Louis Blues Brett Hull (9:29) | Maple Leaf Gardens, Toronto, Ontario Zuschauer: 15.720 |

| 13. Mai 1993 | St. Louis Blues Dave Lowry (43:33) Jeff Brown (48:14) | 2:1 (0:1, 0:0, 2:0) Spielbericht Stand: 3:3 | Toronto Maple Leafs Dave Andreychuk (1:53) | St. Louis Arena, St. Louis, Missouri Zuschauer: 17.474 |

| 15. Mai 1993 | Toronto Maple Leafs Dave Andreychuk (5:02) Wendel Clark (10:02) Mike Krushelnyski (15:12) Wendel Clark (19:40) Kent Manderville (30:58) Doug Gilmour (34:50) | 6:0 (4:0, 2:0, 0:0) Spielbericht Stand: 4:3 | St. Louis Blues | Maple Leaf Gardens, Toronto, Ontario Zuschauer: 15.720 |

#### (S1) Vancouver Canucks – (S3) Los Angeles Kings
| 2. Mai 1993 | Vancouver Canucks Dixon Ward (5:22) Dana Murzyn (13:45) Geoff Courtnall (19:44) Gerald Diduck (32:50) Dave Babych (49:48) | 5:2 (3:1, 1:1, 1:0) Spielbericht Stand: 1:0 | Los Angeles Kings Mike Donnelly (7:02) Wayne Gretzky (23:10) | Pacific Coliseum, Vancouver, British Columbia Zuschauer: 15.016 |

| 5. Mai 1993 | Vancouver Canucks Greg Adams (0:52) Dixon Ward (13:12) Pawel Bure (31:45) | 3:6 (2:3, 1:2, 0:1) Spielbericht Stand: 1:1 | Los Angeles Kings Mark Hardy (0:19) Jari Kurri (7:01) Warren Rychel (10:30) Tony Granato (22:01) Wayne Gretzky (37:39) Pat Conacher (44:55) | Pacific Coliseum, Vancouver, British Columbia Zuschauer: 16.150 |

| 7. Mai 1993 | Los Angeles Kings Darryl Sydor (32:24) Warren Rychel (39:09) Luc Robitaille (44:41) Jari Kurri (46:46) Wayne Gretzky (49:03) Tomas Sandström (52:13) Wayne Gretzky (59:59) | 7:4 (0:0, 2:2, 5:2) Spielbericht Stand: 2:1 | Vancouver Canucks Geoff Courtnall (35:54) Anatoli Semjonow (37:56) Dave Babych (51:18) Sergio Momesso (58:56) | Great Western Forum, Inglewood, Kalifornien Zuschauer: 16.005 |

| 9. Mai 1993 | Los Angeles Kings Tomas Sandström (15:49) Luc Robitaille (20:27) | 2:7 (1:1, 1:4, 0:2) Spielbericht Stand: 2:2 | Vancouver Canucks Dana Murzyn (11:09) Petr Nedvěd (23:08) Murray Craven (30:06) Gerald Diduck (33:21) Geoff Courtnall (38:25) Jim Sandlak (42:18) Greg Adams (57:05) | Great Western Forum, Inglewood, Kalifornien Zuschauer: 16.005 |

| 11. Mai 1993 | Vancouver Canucks Murray Craven (5:50) Petr Nedvěd (20:47) Trevor Linden (33:40) | 3:4 n. V. (1:2, 2:1, 0:0, 0:0, 0:1) Spielbericht Stand: 2:3 | Los Angeles Kings Wayne Gretzky (6:22) Jari Kurri (8:15) Luc Robitaille (28:57) Gary Shuchuk (86:31) | Pacific Coliseum, Vancouver, British Columbia Zuschauer: 15.918 |

| 13. Mai 1993 | Los Angeles Kings Rob Blake (7:22) Jari Kurri (35:48) Tomas Sandström (36:05) Warren Rychel (37:44) Wayne Gretzky (48:54) | 5:3 (1:0, 3:2, 1:1) Spielbericht Stand: 4:2 | Vancouver Canucks Gerald Diduck (28:46) Jim Sandlak (31:38) Trevor Linden (57:05) | Great Western Forum, Inglewood, Kalifornien Zuschauer: 16.005 |

## Conference-Finale

### Prince of Wales Conference

#### (A3) Canadiens de Montréal – (P3) New York Islanders
| 16. Mai 1993 | Canadiens de Montréal Gilbert Dionne (10:18) John LeClair (23:41) Brian Bellows (34:45) John LeClair (52:06) | 4:1 (1:0, 2:0, 1:1) Spielbericht Stand: 1:0 | New York Islanders Ray Ferraro (58:53) | Forum de Montréal, Montréal, Québec Zuschauer: 17.526 |

| 18. Mai 1993 | Canadiens de Montréal Brian Bellows (25:40) Stéphan Lebeau (29:49) Paul DiPietro (54:50) Stéphan Lebeau (86:21) | 4:3 n. V. (0:1, 2:0, 1:2, 0:0, 1:0) Spielbericht Stand: 2:0 | New York Islanders Pierre Turgeon (13:41) Steve Thomas (50:35) David Volek (52:41) | Forum de Montréal, Montréal, Québec Zuschauer: 17.959 |

| 20. Mai 1993 | New York Islanders Pierre Turgeon (21:36) | 1:2 n. V. (0:0, 1:0, 0:1, 0:1) Spielbericht Stand: 0:3 | Canadiens de Montréal Vincent Damphousse (54:46) Guy Carbonneau (72:34) | Nassau Veterans Memorial Coliseum, Uniondale, New York Zuschauer: 16.297 |

| 22. Mai 1993 | New York Islanders Steve Thomas (33:14) Pat Flatley (45:57) David Volek (50:24) Benoît Hogue (59:16) | 4:1 (0:0, 1:1, 3:0) Spielbericht Stand: 1:3 | Canadiens de Montréal Paul DiPietro (26:22) | Nassau Veterans Memorial Coliseum, Uniondale, New York Zuschauer: 16.297 |

| 24. Mai 1993 | Canadiens de Montréal Kirk Muller (0:58) Mike Keane (17:11) Vincent Damphousse (21:58) Jean-Jacques Daigneault (35:02) Brian Bellows (35:11) | 5:2 (2:0, 3:1, 0:1) Spielbericht Stand: 4:1 | New York Islanders Steve Thomas (35:54) Benoît Hogue (43:46) | Forum de Montréal, Montréal, Québec Zuschauer: 17.959 |

### Clarence Campbell Conference

#### (N3) Toronto Maple Leafs – (S3) Los Angeles Kings
| 17. Mai 1993 | Toronto Maple Leafs Doug Gilmour (17:19) Glenn Anderson (49:49) Doug Gilmour (50:55) Bill Berg (55:21) | 4:1 (1:0, 0:1, 3:0) Spielbericht Stand: 1:0 | Los Angeles Kings Pat Conacher (34:59) | Maple Leaf Gardens, Toronto, Ontario Zuschauer: 15.720 |

| 19. Mai 1993 | Toronto Maple Leafs Doug Gilmour (2:25) Glenn Anderson (3:59) | 2:3 (2:1, 0:1, 0:1) Spielbericht Stand: 1:1 | Los Angeles Kings Mike Donnelly (2:56) Tony Granato (33:00) Tomas Sandström (52:20) | Maple Leaf Gardens, Toronto, Ontario Zuschauer: 15.720 |

| 21. Mai 1993 | Los Angeles Kings Rob Blake (8:49) Jari Kurri (29:26) Alexei Schitnik (38:18) Dave Taylor (41:26) | 4:2 (1:0, 2:2, 1:0) Spielbericht Stand: 2:1 | Toronto Maple Leafs Doug Gilmour (35:15) Ken Baumgartner (37:04) | Great Western Forum, Inglewood, Kalifornien Zuschauer: 16.005 |

| 23. Mai 1993 | Los Angeles Kings Wayne Gretzky (12:22) Rob Blake (50:59) | 2:4 (1:3, 0:1, 1:0) Spielbericht Stand: 2:2 | Toronto Maple Leafs Bob Rouse (2:30) Mike Eastwood (6:24) Mike Foligno (14:52) Rob Pearson (22:34) | Great Western Forum, Inglewood, Kalifornien Zuschauer: 16.005 |

| 25. Mai 1993 | Toronto Maple Leafs Mike Krushelnyski (36:11) Sylvain Lefebvre (48:43) Glenn Anderson (79:20) | 3:2 n. V. (0:0, 1:2, 1:0, 1:0) Spielbericht Stand: 3:2 | Los Angeles Kings Gary Shuchuk (21:53) Jari Kurri (34:15) | Maple Leaf Gardens, Toronto, Ontario Zuschauer: 15.720 |

| 27. Mai 1993 | Los Angeles Kings Tony Granato (10:32) Marty McSorley (28:00) Darryl Sydor (30:22) Luc Robitaille (36:27) Wayne Gretzky (61:41) | 5:4 n. V. (1:1, 3:1, 0:2, 1:0) Spielbericht Stand: 3:3 | Toronto Maple Leafs Glenn Anderson (0:57) Wendel Clark (23:57) Wendel Clark (51:08) Wendel Clark (58:39) | Great Western Forum, Inglewood, Kalifornien Zuschauer: 16.005 |

| 29. Mai 1993 | Toronto Maple Leafs Wendel Clark (21:25) Glenn Anderson (27:36) Wendel Clark (41:25) David Ellett (58:53) | 4:5 (0:2, 2:1, 2:2) Spielbericht Stand: 3:4 | Los Angeles Kings Wayne Gretzky (9:48) Tomas Sandström (17:30) Wayne Gretzky (30:20) Mike Donnelly (56:09) Wayne Gretzky (56:46) | Maple Leaf Gardens, Toronto, Ontario Zuschauer: 15.720 |

## Stanley-Cup-Finale

### (A3) Canadiens de Montréal – (S3) Los Angeles Kings
| 1. Juni 1993 | Canadiens de Montréal Ed Ronan (18:09) | 1:4 (1:1, 0:1, 0:2) Spielbericht Stand: 0:1 | Los Angeles Kings Luc Robitaille (3:03) Luc Robitaille (37:41) Jari Kurri (41:51) Wayne Gretzky (58:02) | Forum de Montréal, Montréal, Québec Zuschauer: 17.959 |

| 3. Juni 1993 | Canadiens de Montréal Éric Desjardins (18:31) Éric Desjardins (58:47) Éric Desjardins (60:51) | 3:2 n. V. (1:0, 0:1, 1:1, 1:0) Spielbericht Stand: 1:1 | Los Angeles Kings Dave Taylor (25:12) Pat Conacher (48:32) | Forum de Montréal, Montréal, Québec Zuschauer: 17.959 |

| 5. Juni 1993 | Los Angeles Kings Luc Robitaille (27:52) Tony Granato (31:02) Wayne Gretzky (37:07) | 3:4 n. V. (0:1, 3:2, 0:0, 0:1) Spielbericht Stand: 1:2 | Canadiens de Montréal Brian Bellows (10:26) Gilbert Dionne (22:41) Mathieu Schneider (23:02) John LeClair (60:34) | Great Western Forum, Inglewood, Kalifornien Zuschauer: 16.005 |

| 7. Juni 1993 | Los Angeles Kings Mike Donnelly (26:33) Marty McSorley (39:55) | 2:3 n. V. (0:1, 2:1, 0:0, 0:1) Spielbericht Stand: 1:3 | Canadiens de Montréal Kirk Muller (10:57) Vincent Damphousse (25:24) John LeClair (74:37) | Great Western Forum, Inglewood, Kalifornien Zuschauer: 16.005 |

| 9. Juni 1993 | Canadiens de Montréal Paul DiPietro (15:10) Kirk Muller (23:51) Stéphan Lebeau (31:31) Paul DiPietro (52:06) | 4:1 (1:0, 2:1, 1:0) Spielbericht Stand: 4:1 | Los Angeles Kings Marty McSorley (22:40) | Forum de Montréal, Montréal, Québec Zuschauer: 17.959 |

### Stanley-Cup-Sieger
Der Stanley-Cup-Sieger, die Canadiens de Montréal, ließ traditionell insgesamt 41 Personen, davon 27 Spieler sowie einige Funktionäre, darunter der Trainerstab und das Management, auf den Sockel der Trophäe eingravieren. Unter diesen waren mit dem Assistenztrainer Jacques Laperrière, dem Assistenten des General Managers Jacques Lemaire und dem Vizepräsidenten Jean Béliveau drei ehemalige Spieler, die den Cup schon viele Male gewinnen hatten. Für die Spieler gilt dabei, dass sie entweder 41 Partien für die Mannschaft in der regulären Saison bestritten haben sollten oder eine Partie in der Finalserie. Von einer Ausnahmeregelungen profitierte Jesse Bélanger, der nur 19 Spiele in der regulären Saison und neun Playoffpartien bestritten hatte, nicht aber in den Finals eingesetzt wurde.
Die 27 Spieler Montréals setzen sich aus zwei Torhütern, neun Verteidigern und 16 Angreifern zusammen, darunter erstmals seit 1979 kein Europäer. Oleg Petrow wäre der erste Russe gewesen, der auf dem Stanley Cup verewigt wird, doch seine neun Spiele in der regulären Saison und ein Einsatz in den Playoffs reichten für eine Erwähnung nicht aus. Aus dem Kader, mit dem die Canadiens den Cup letztmals 1986 gewonnen hatten, waren nur noch Patrick Roy und Guy Carbonneau mit dabei.
| Stanley-Cup-Sieger Canadiens de Montréal | Torhüter: André Racicot, Patrick Roy Verteidiger: Patrice Brisebois, Jean-Jacques Daigneault, Éric Desjardins, Donald Dufresne, Kevin Haller, Sean Hill, Lyle Odelein, Rob Ramage, Mathieu Schneider Angreifer: Jesse Bélanger, Brian Bellows, Benoît Brunet, Guy Carbonneau (C), Vincent Damphousse, Gilbert Dionne, Paul DiPietro, Todd Ewen, Mike Keane, Stéphan Lebeau, John LeClair, Gary Leeman, Kirk Muller, Mario Roberge, Ed Ronan, Denis Savard Cheftrainer: Jacques Demers General Manager: Serge Savard |

## Beste Scorer
Abkürzungen: GP = Spiele, G = Tore, A = Assists, Pts = Punkte, +/− = Plus/Minus, PIM = Strafminuten; Fett: Bestwert
| Spieler            | Team         | GP | G  | A  | Pts | +/− | PIM |
| ------------------ | ------------ | -- | -- | -- | --- | --- | --- |
| Wayne Gretzky      | Los Angeles  | 24 | 15 | 25 | 40  | +6  | 4   |
| Doug Gilmour       | Toronto      | 21 | 10 | 25 | 35  | +16 | 30  |
| Tomas Sandström    | Los Angeles  | 24 | 8  | 17 | 25  | −2  | 12  |
| Vincent Damphousse | Montréal     | 20 | 11 | 12 | 23  | +8  | 16  |
| Luc Robitaille     | Los Angeles  | 24 | 9  | 13 | 22  | −13 | 28  |
| Wendel Clark       | Toronto      | 21 | 10 | 10 | 20  | +15 | 51  |
| Ray Ferraro        | NY Islanders | 18 | 13 | 7  | 20  | +5  | 18  |
| Dave Andreychuk    | Toronto      | 21 | 12 | 7  | 19  | +6  | 35  |
| Mario Lemieux      | Pittsburgh   | 11 | 8  | 10 | 18  | +2  | 10  |
| Glenn Anderson     | Toronto      | 21 | 7  | 11 | 18  | +7  | 31  |

## Beste Torhüter
Die kombinierte Tabelle zeigt die jeweils drei besten Torhüter in den Kategorien Gegentorschnitt und Fangquote sowie die jeweils Führenden in den Kategorien Shutouts und Siege.
Abkürzungen: GP = Spiele, Min = Eiszeit (in Minuten), W = Siege, L = Niederlagen, GA = Gegentore, SO = Shutouts, Sv% = gehaltene Schüsse (in %), GAA = Gegentorschnitt; Fett: Bestwert; Sortiert nach Gegentorschnitt.
 Erfasst werden nur Torhüter mit 180 absolvierten Spielminuten.
| Spieler        | Team       | GP | Min     | W  | L | GA | SO | Sv%  | GAA  |
| -------------- | ---------- | -- | ------- | -- | - | -- | -- | ---- | ---- |
| Patrick Roy    | Montréal   | 20 | 1293:01 | 16 | 4 | 46 | 0  | 92,9 | 2,13 |
| Curtis Joseph  | St. Louis  | 11 | 714:35  | 7  | 4 | 27 | 2  | 93,8 | 2,27 |
| Rick Tabaracci | Washington | 4  | 303:33  | 1  | 3 | 14 | 0  | 91,3 | 2,77 |
| Ron Hextall    | Québec     | 6  | 372:02  | 2  | 4 | 18 | 0  | 91,5 | 2,90 |
| Tom Barrasso   | Pittsburgh | 12 | 721:41  | 7  | 5 | 35 | 2  | 90,5 | 2,91 |